# Puente Seco
Puente Seco är en ort i Mexiko.   Den ligger i kommunen Tetela de Ocampo och delstaten Puebla, i den sydöstra delen av landet, 140 km öster om huvudstaden Mexico City. Puente Seco ligger 1 754 meter över havet och antalet invånare är 389.
Terrängen runt Puente Seco är varierad. Puente Seco ligger nere i en dal. Runt Puente Seco är det ganska tätbefolkat, med 67 invånare per kvadratkilometer. Närmaste större samhälle är Zacatlán, 17,1 km nordväst om Puente Seco. I omgivningarna runt Puente Seco växer i huvudsak blandskog.